# 足立姫

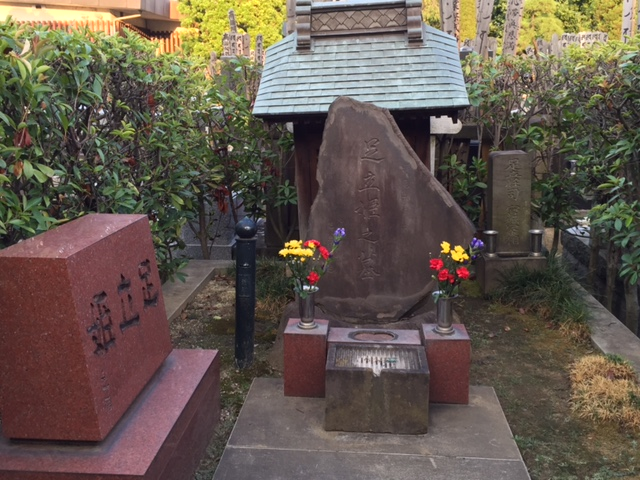
足立姫の墓所（東京足立区の性翁寺）

足立姫（あだちひめ）は、、現在の東京都足立区と荒川を挟む対岸の北区周辺で語り継がれてきた伝説上の女性。足立之荘司宮城宰相の一人娘で、没年は神亀2年（725年）とされる。嫁ぎ先でいじめを受けて川へ身を投げ、侍女12人が後を追ったという。足立区の性翁寺は、寺伝によれば、足立姫の菩提を弔うために開創された。
江戸時代には、足立姫の供養と女人往生の祈願そして行楽を兼ねた江戸六阿弥陀巡りが盛んになった。
2024年12月18ｰ19日には、没後1300年として「足立姫フェスティバル」が予定されている。